# Leptoteleia alexandrae
Leptoteleia alexandrae är en stekelart som beskrevs av Lubomir Masner 1978. Leptoteleia alexandrae ingår i släktet Leptoteleia och familjen Scelionidae. Inga underarter finns listade i Catalogue of Life.